# Piel roja

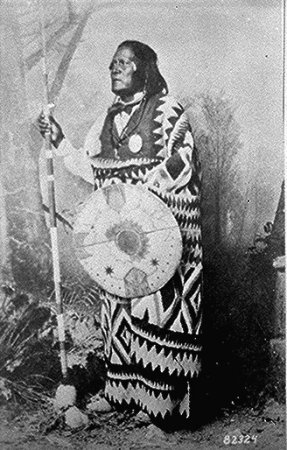
Apache mescalero.

Pielroja o piel roja (redskin en inglés) son términos usados para referirse a los pueblos oriundos de América y una terminología de color para raza, utilizado en Estados Unidos (Indígenas estadounidenses), Canadá (Naciones Originarias) y Europa desde la Conquista de América. El término es controvertido y considerado por algunos como ofensivo.

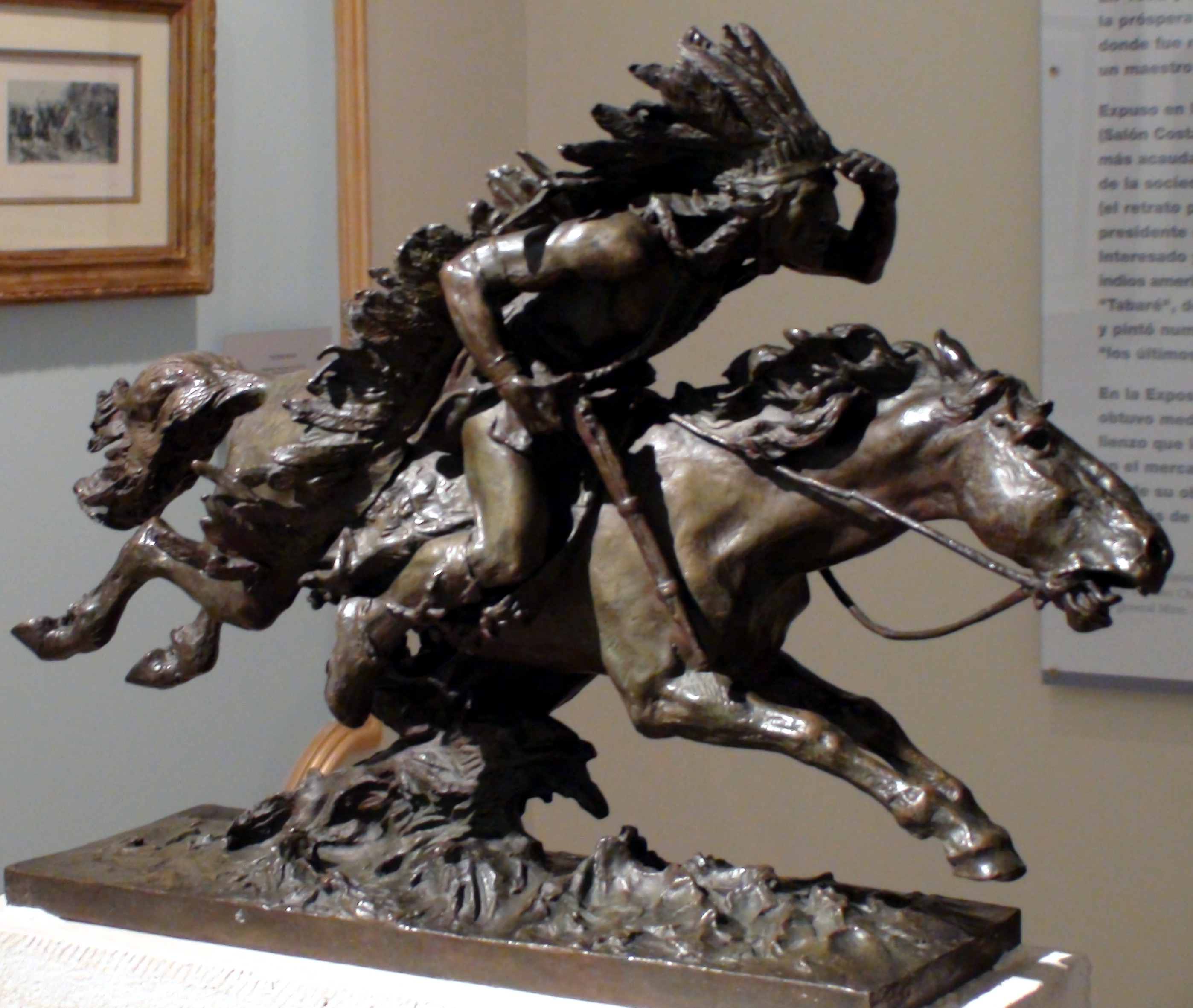
El piel roja. Estatua de bronce. 56 X 40 X 18 cm de Ulpiano Checa.

El término fue utilizado en Europa y América a lo largo de los siglos XVIII y XIX como un término común de referencia para los autóctonos de Norteamérica. El término fue de uso común, como puede verse en las películas del Oeste, pero es ahora ampliamente considerado como peyorativo y rara vez se utiliza en público. Como con cualquier término que se considera discriminatorio, diferentes personas pueden tener diferentes opiniones acerca de la idoneidad del término. En julio de 2020 el equipo de fútbol americano: Washington Football Team (anteriormente conocido como Washington Redskins o Pielrojas de Washington) cambió su nombre debido a las quejas de nativos americanos y demás lugareños que exigieron el cambio de nombre al equipo durante décadas por ser «ofensivo» y «racista».
De acuerdo con el Oxford English Dictionary, el término «pielroja» salió del color rojizo o cobrizo de la piel de algunos amerindios. Y el Oxford English Dictionary cita ejemplos de que su uso en inglés data del siglo XVII, citando el uso de rojo en referencia al color de la piel desde 1587.
Gran variedad de hipótesis aspiran a ser preeminentes en cuanto al origen histórico real de la palabra «pielroja». Una hipótesis, ya mencionada, es que el término se entiende como un indicador más que un físico, similar a las palabras «blanco» y «negro» para los europeos y africanos respectivamente. Otra hipótesis afirma que fue utilizado por primera vez por los nativos cobrizos en Estados Unidos durante la década de 1800 como una manera de diferenciarse de la población colona blanca en constante crecimiento. La tercera hipótesis menciona a menudo, y además está probado que tiene origen en el cuero cabelludo con sangre (Pieles Rojas) que el gobierno pedía a los colonos europeos como prueba por haber matado a nativos y así cobrar el pago. De lo anterior hay documentación histórica que apoya esta última hipótesis.